# Museologia

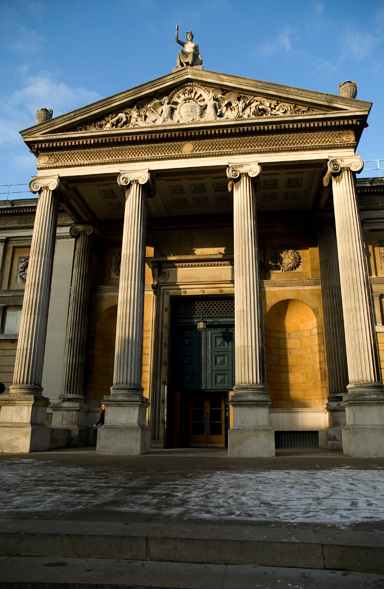
Entrada do Museu Ashmoleano, fundado em 1683, o primeiro dos museus modernos

Museologia (do grego μουσειόν = museión 'museu', lugar das musas, e λόγος = logos, razão) é a área do conhecimento que pesquisa a relação dos sujeitos humanos com os seus objetos/referências culturais socialmente relevantes, num dado contexto. Está situada entre as ciências humanas e sociais, com corpus teórico próprio e uma linguagem de especialidade em constante expansão e consolidação.
Compreende a reflexão e a prática sobre museus e instituições culturais em atividades como a gestão/administração, pesquisa, documentação, curadoria, preservação, exposição e interpretação de coleções e referências culturais. Envolve também a teoria e a prática da preservação do patrimônio cultural e natural, principalmente a partir dos processos de patrimonialização e de musealização, estabelecendo frequentes diálogos interdisciplinares e de co-criação com diferentes comunidades.
Entre os museólogos distingue-se normalmente duas escolas: A Escola da Museologia, que defende esse campo como detentor de um estatuto científico próprio e, portanto, autônomo (Davis, Peter 2013), e a escola dos Estudos de Museus (Museum Studies), que aborda os museus como uma técnica ou um conjunto de práticas, sem constituir uma ciência específica.
Sucintamente, a tradição científica se desenvolveu bastante a partir dos anos 70, com os trabalhos de museólogos do Leste Europeu, como Zbyněk Zbyslav Stránský, Jan Jelínek, Anna Gregorová, Vinoš Sofka, dentre outros. Já na América, com o Canadá, México e Brasil foram desenvolvidas várias experiências marcantes de intervenção, que influenciaram os rumos da Museologia a nível global. O local de acolhimento de toda essa produção acadêmica, a nível internacional, se dá no Comitê Internacional de Museologia (ICOFOM) do Conselho Internacional de Museus (ICOM). Nesta tradição, distingue-se a abordagem da teoria social (museologia) da questão da técnica (museografia).
Na tradição dos Estudos de Museus, há também uma preocupação com a teoria social, embora sem assumir tal autonomia do disciplina científica. Porém, estes trabalhos ainda eram percebidos como trabalhos sobre museus na visão de outras disciplinas, como: a sociologia, a antropologia, as ciências naturais, a arqueologia, a comunicação, semiótica e os estudos culturais.
Apesar da procura de um corpo teórico para a formação da teoria social museológica, o Museu - enquanto instituição - se dedica à gestão, pesquisa e comunicação (em suas diversas formas) dentro ou fora, visando promover a cultura, a educação e as representações da sociedade.

## Terminologia
As palavras usadas para descrever o estudo dos museus variam de acordo com o idioma e o país. Algumas línguas europeias utilizam uma palavra latinizada. Esse é o caso do francês (muséologie), do espanhol (museología), do alemão (Museologie), do italiano (museologia) e do português (museologia). Porém, os falantes do inglês usam com mais frequência o termo Museum Studies para se referir a esse campo de estudo. O mesmo ocorre na palavra usada para se referir às operações cotidianas dos museus. Línguas europeias geralmente usam derivados do latim “museographia” , tais como o francês (muséographie), espanhol (museografía), alemão (Museographie), italiano (museografia), português (museografia), enquanto os falantes do inglês normalmente preferem o termo "museum practice” ou “operational museology”.

## Desenvolvimento do campo
O desenvolvimento da museologia na Europa coincidiu com o surgimento dos primeiros colecionadores e gabinetes de curiosidade nos séculos XVI, XVII e XVIII. Em particular, durante o Iluminismo, antropólogos, naturalistas e colecionadores amadores encorajaram o crescimento de museus públicos na América do Norte e na Europa que faziam exposições de história natural, e de objetos etnográficos e artísticos. Nos séculos XVIII e XIX, a colonização de terras ultramarinas pelas potências europeias foi acompanhada pelo desenvolvimento das disciplinas de história natural e etnografia e pela construção de coleções privadas e institucionais. Em muitos casos, os museus receberam coleções adquiridas nas conquistas coloniais, o que os posicionou como instituições-chave nos projetos coloniais da Europa Ocidental.
A Museums Association, a primeira organização profissional  de museólogos, foi fundada em Londres em 1889. Em 1901, a associação passou a publicar o Museums Journal, a primeira publicação inteiramente dedicada à teoria e prática dos museus. Com a criação do Conselho Internacional de Museus (ICOM) em 1946, o estudo dos museus ganhou cada vez mais impulso e exposição, embora na época a maior parte do foco acadêmico fosse na museologia operacional, ou prática museológica.
A partir da década de 1950, novas formas de museologia surgiram para revitalizar o papel educacional dos museus. Uma tentativa nesse sentido foi o conceito de Ecomuseus, proposto pela primeira vez publicamente na 9ª Conferência Internacional do ICOM na França, em 1971. Os ecomuseus proliferaram na Europa - e ainda existem em várias partes do mundo - desafiando os museus tradicionais e suas narrativas dominantes. Eles tinham como foco explícito a participação da comunidade e o desenvolvimento do patrimônio e da sustentabilidade. Em 1988, o livro de Robert Lumley, The Museum Time Machine, “expressou a crescente inquietação sobre as pressuposições e operações museológicas tradicionais”. No ano seguinte, Peter Vergo publicou The New Museology (1989/1997), uma coletânea aclamada pela crítica. Essa obra  visava desafiar o campo tradicional ou “antigo” da museologia, e foi eleita uma das brochuras do ano pelo The Sunday Times na Grã-Bretanha. Na mesma época, Ivan Karp coorganizou duas conferências inovadoras no Smithsonian, Exhibiting Cultures (1988) e Museums and Communities (1990), que logo resultou em volumes altamente influentes com os mesmos pesquisadores que redefiniram os estudos sobre museus. Estudiosos engajados em várias “novas” práticas museológicas  discordam sobre quando essa tendência começou “oficialmente”, o que exatamente ela abarcava e se era ou não um campo de estudo contínuo. No entanto, o traço comum da Nova Museologia é que sempre envolveu alguma forma de “reavaliação radical dos papéis dos museus na sociedade”.
Teóricos como Michel Foucault, Walter Benjamin e Benedict Anderson tiveram influência profunda na museologia no final do século XX e início do século XXI. À medida que várias disciplinas começaram a ser reavaliadas criticamente, muitas vezes adicionando o termo “crítica” a seus novos títulos, também emergiu a proposta de uma museologia crítica, intensificando-se por volta da virada do século XXI. Essa proposta surgiu de uma avaliação crítica semelhante ao da Nova Museologia e compartilha com ela muitas de suas características, o que faz com que muitos estudiosos discordem sobre as fronteiras entre elas. Em outras palavras, enquanto alguns pesquisadores dizem que a Nova Museologia foi um divisor de águas no final do século XX e a museologia crítica é um movimento relacionado, mas separado, no início do século XX, outros argumentam que a Nova Museologia é um campo de estudo contínuo que tem muitas manifestações e nomes, um dos quais é a museologia crítica.
Os movimentos mais recentes em museologia tendem a focar em museus interdisciplinares, multivocais, acessíveis e abertos à crítica. Embora essas visões críticas dominem a museologia contemporânea, existem muitos tipos diferentes de museus atualmente. Alguns deles estão engajados em práticas novas e inovadoras e outros são mais tradicionais e, portanto, menos críticos.

## Museografia
A museografia se refere às atividades diárias de um museu, incluindo suas estruturas organizacionais e regulatórias, políticas e protocolos institucionais, gestão de coleções (incluindo conservação e restauração ) e suas expografias e programas. Embora tenha havido muitos estudos sobre museografia entre as décadas de 1980 e 2010, alguns pesquisadores argumentam que as análises realizadas foram pouco embasadas.

### Papel público dos museus
A museografia passou por mudanças no final do século XX no intuito de reposicionar o museu como uma instituição central que leva cultura, história e arte ao seu público, enquanto cria um espaço para conversas desafiadoras. Os museus são, portanto, percebidos como comunicadores culturais que podem reconstruir e reconectar a memória cultural ao público por meio da coleta, preservação, documentação e interpretação da cultura material. Por exemplo, muitos museus de história se envolvem com a memória pública a partir de uma perspectiva multivocal e apresentam narrativas críticas sobre questões sociopolíticas atuais. Outros museus de história, no entanto, mantêm abordagens nacionalistas pertencentes ao século XIX. Alguns museus transmitem narrativas reflexivas e críticas, enquanto outros atuam como "meios de comunicação de massa" orientados para redes de turismo internacionais. Essas instituições tendem a exibir expografias espetaculares e conceder pouco espaço para narrativas complexas e mensagens críticas.
Diversos pesquisadores identificaram uma transformação recente na forma como os museus definem suas funções e produzem suas estratégias programáticas, uma vez que eles se tornaram espaços de encontros e experiências significativas. Por exemplo, em "The Metamorphosis of the Museal: From Exhibitionary to Experiential Complex and Beyond", Andreas Huyssen observa que o museu passou de "um recipiente do passado e seus objetos acumulados" para "um local de atividade e experiência em e para um presente em constante expansão.”

## Museologia crítica

### Visão geral
A museologia crítica emergiu como um posicionamento chave na museologia contemporânea. É um amplo campo de estudo que se engaja criticamente com os museus, questionando os pressupostos fundamentais do campo. Isso demonstra a estreita conexão da museologia crítica com a Nova Museologia, que também desafia os pressupostos fundamentais da museologia. A museologia crítica também engloba, além dos museus, centros culturais, locais históricos, memoriais, galerias de arte, entre outros espaços.

### Desenvolvimento
Visto que os museus estão historicamente ligados ao colonialismo, ao imperialismo e ao trabalho missionário europeu, eles têm um passado moral e político muitas vezes problemático. Embora parte do acervo dos museus tenha sido comprada - nem sempre de forma justa e muitas vezes para o benefício exclusivo do colecionador -  grande parte de suas coleções veio de despojos de guerra ou foi removida sem o consentimento das pessoas ou da comunidade a qual pertencia. Os museus, junto com suas coleções - e colecionadores - desempenharam um papel fundamental no estabelecimento e manutenção do domínio da Europa colonial e das narrativas de superioridade cultural. A museologia crítica desenvolveu-se questionando os pressupostos fundamentais da museologia e dos museus, incluindo sua história, arquitetura, exposição, expografia, e a proveniência de seus objetos. Trabalhos recentes também analisaram a expografia para mostrar como as exposições comunicam e moldam as interpretações e valores dos visitantes. Antropólogos e as pessoas que integram o campo da antropologia de forma geral estiveram ativamente engajados em práticas problemáticas de coleta de material por mais de dois séculos, porém eles foram fundamentais para o surgimento da museologia crítica no final do século XX e no início do século XXI. Isso incluiu reconstruir e analisar as histórias das coleção e as relações que surgiram em torno delas, como no projeto "Relational Museum" do Museu Pitt Rivers. Eles também lideraram grupos de trabalho interdisciplinares que desenvolveram novas abordagens para globalizar processos na museologia crítica, conforme destacado em Museum Frictions, co-editado por Ivan Karp. Além disso, os antropólogos lideraram desenvolvimentos metodológicos e pedagógicos recentes em museologia crítica, laboratórios de curadoria como o Making Culture Lab da Simon Fraser University, o Curating and Public Scholarship Lab da Concordia University e o Center for Antropological Research on Museums and Heritage  em Berlim, bem como cursos como a International Field School in Critical Museologia. Em outros contextos, os historiadores têm estado na vanguarda das intervenções na museologia crítica.

### Descolonizando e indigenizando museus
Antes vista como um processo de soberania nacional, a descolonização é agora reconhecida - especialmente no Canadá - como um processo de longo prazo que envolve o desmantelamento dos legados burocráticos, culturais, linguísticos e psicológicos do poder colonial. Embora não haja um objetivo final acordado na descolonização, o processo de descolonização do museu visa "ajudar as comunidades em seus esforços para abordar os legados do luto histórico não resolvido, falando as duras verdades do colonialismo e, assim, criando espaços para cura e compreensão”.
Colaboração, consulta e repatriação são componentes-chave da descolonização de museus. Os museus australianos têm liderado o desenvolvimento de processos de repatriação, consulta e colaboração com as comunidades indígenas, começando no final da década de 1980. Os projetos que envolvem colaboração e consulta às comunidades de origem do objeto têm assumido muitas formas, desde o desenvolvimento de exposições itinerantes, revisão de catálogos de coleções, até o estabelecimento de centros culturais comunitários e trabalho conjunto em coleções fotográficas. No Canadá, a colaboração e a consulta foram sugeridas formalmente pelo Task Force Report on Museums and First Peoples de 1994, e atualmente são vistas por muitos museus como uma prática essencial para qualquer instituição que mantém coleções pertencentes a povos indígenas.
A indigenização de museus, um conceito mais novo, vai além dos métodos colaborativos entre povos indígenas e museus, passando a incorporá-los em posições de poder dentro dos museus. O objetivo principal é abrir o museu a influências indígenas sustentáveis e reestruturá-lo para que ele reflita as abordagens indígenas de compartilhamento do conhecimento. Exemplos de práticas museológicas indigenizadas incluem a nomeação de Wanda Nanibush, em 2016, como curadora de arte canadense e indígena da Galeria de Arte de Ontário, a passagem da SBC Gallery of Contemporary Art em Montreal para a gestão do Wood Land School, a nomeação de aborígines curadores do South Australia Museum, do Museu Australiano, do Museu Nacional da Austrália e do Museum of Contemporary Art Australia. Também nesse sentido foi criada a Reciprocal Research Network, um recurso interativo online co-desenvolvido pela Primeira Nação Musqueam, o Sto: lo Nation Tribal Council, o U'mista Cultural Center e o Museu de Antropologia, para facilitar a pesquisa colaborativa e a troca de conhecimento entre comunidades, acadêmicos e instituições culturais do Canadá e de outros países.
Embora não seja possível traçar uma trajetória linear em relação à descolonização e/ou indigenização em museus, os principais marcos no Canadá incluem o Pavilhão dos Índios do Canadá na Expo 67; o boicote do Lubicon Cree ao The Spirit Sings, uma exposição patrocinada pela Shell no Museu Glenbow em 1988 e o resultante Relatório da Força-Tarefa sobre Museus e Primeiros Povos em 1994; e o relatório final, finalizado em 2015, da Comissão de Verdade e Reconciliação do Canadá, que destacava a importância de mudanças especificamente em museus e arquivos.

## Novas metodologias

### Método de Viena
O Método de Viena, posteriormente denominado ISOTYPES, foi desenvolvido pelo Gesellschafts- und Wirtschaftsmuseum (Museu para Assuntos Sociais e Econômicos) de Viena. Com o apoio do professor e político membro do Círculo de Viena Otto Glöckel, o Museu procurou tornar as informações sociológicas e econômicas acessíveis a toda a população, independentemente do seu nível de educação.

### Instalações

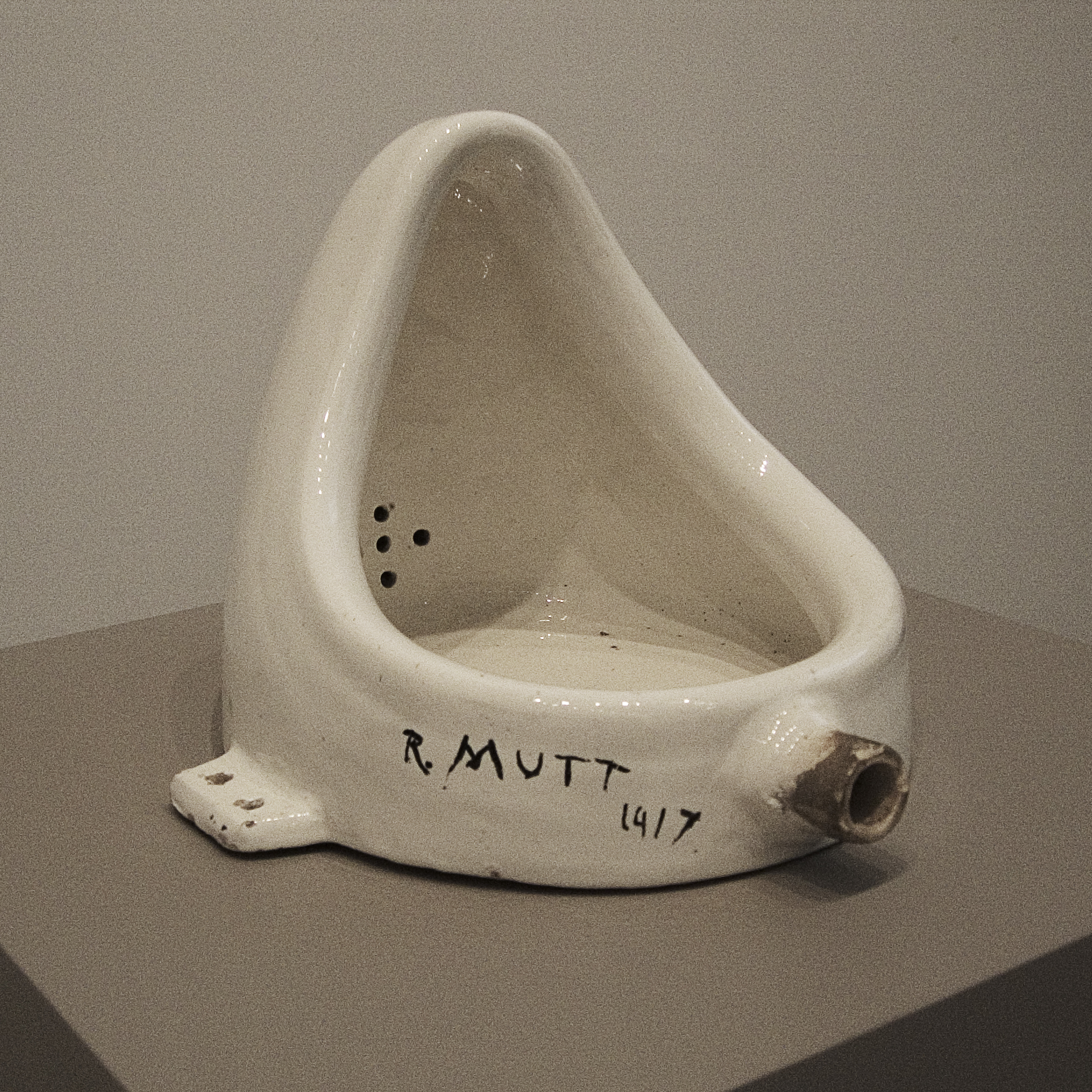
A fonte, de Marcel Duchamp

As instalações em museus foram inicialmente empregadas por artistas como Marcel Duchamp, que buscavam desafiar as tradições de uma arte que viam como elitista e as expectativas dos visitantes dos museus. Suas obras, como o famoso mictório, provocavam o "público a reconhecer que um objeto só é artístico porque foi aceito como tal pelo museu, pelo crítico, pelo historiador". No final do século XX, as instalações tornaram-se uma metodologia usada não só por artistas, mas também por outros grupos - incluindo ativistas, visitantes de museus e até pelos próprios museus - como uma forma de democratizar as exposições, desafiar narrativas dominantes, problematizar a proveniência de objetos do museu, entre outras coisas.

#### Artísticas
Existem vários tipos de instalações artísticas engajadas com a crítica institucional. Algumas delas foram coorganizadas ou encomendadas pelos próprios museus - como Mining the Museum de Fred Wilson, realizada em 1992 na Sociedade Histórica de Maryland - enquanto outras foram feitas sem a permissão explícita da instituição museológica em que ocorreram, como o Museum Highlights de Andrea Fraser, performance realizada em 1989 no Museu de Arte de Filadélfia.
Artifact Piece de James Luna é uma das mais famosas instalações artísticas realizada em um museu. Ela foi apresentada pela primeira vez no San Diego Museum of Man em 1987, e novamente no The Decade Show em Nova York em 1990. Luna, um artista luisenho, estava deitado seminu na areia de uma vitrine expositiva aberta "como se fosse um artefato arqueológico exposto à curiosidade do público". Ao seu lado na vitrine, foram dispostas várias etiquetas informativas que descreviam a sua origem luisenha, as cicatrizes em seu corpo e como ele as adquirira. Essa instalação buscava desafiar as representações dos povos indígenas em museus e as narrativas que acompanhavam essas representações, que sugerem que os povos e culturas indígenas estavam mortos. Próximo ao corpo de Luna, estavam objetos em diferentes vitrines expositivas, que incluíam seus livros e músicas favoritos, seus papéis do divórcio, seu diploma universitário, fotos e outras lembranças. A obra foi aclamada pela crítica por desafiar as narrativas convencionais da indigeneidade e da experiência indígena. Alguns anos depois, dois artistas - Guillermo Gómez-Peña e Coco Fusco - desenvolveram uma peça de arte performática itinerante intitulada Couple in the Cage: Two Amerindiens Visit the West, que tematizava o tratamento e a representação dos povos indígenas em contextos coloniais. Essa intervenção foi realizado em muitos espaços diferentes, incluindo o Covent Gardens, o Walker Art Centre, o Museu Nacional de História Natural do Smithsonian, o Museu Australiano e o Museu Field de História Natural.

#### Ativistas
Embora não seja possível separar as instalações de artistas e ativistas, há algum tempo grupos específicos de ativistas, como as Guerrilla Girls, criam exposições e anúncios públicos - por meio do uso de outdoors, adesivos, pôsteres e projeções - para criticar a dinâmica de poder relacionada ao sexismo, racismo, e privilégio de classe em museus.
Também existe uma tradição de instalações ativistas que atuam como respostas à censura de obras de arte. Em 1989, depois que a Corcoran Gallery of Art cancelou The Perfect Moment, uma exposição de fotografias explícitas de Robert Mapplethorpe, manifestantes projetaram no exterior do museu as fotos que seriam exibidas. Protestos semelhantes ocorreram quando do curta-metragem A Fire in My Belly de David Wojnarowicz foi removido da exibição Hide / Seek: Difference and Desire in American Portraiture na National Portrait Gallery, em 2010.

#### Institucionais
Embora a maioria das instalações em museus seja realizada por pessoas de fora da instituição, os museus também desenvolvem instalações como uma forma de autocrítica. Por exemplo, em 2015 o MoMA montou uma exposição de meta-intervenção chamada Messing with MoMA: Critical Interventions no Museum of Modern Art 1939 - Now . Da mesma forma, as exposições etnográficas vêm incorporando a arte contemporânea como forma de romper expectativas e narrativas convencionais.
Outra possibilidade crítica utilizada para refletir sobre os museus é a problematização da concepção de exposição permanente. Esse espaço de exposição que apresenta sem mudanças as coleções do museu por um longo período de tempo, é capaz de revelar as ligações entre a instituição museológica - a sua história e práticas - e o contexto cultural e social em que ela está inserida. Essa abordagem busca evidenciar as transformações ocorridas nos paradigmas que determinaram as mensagens e as linguagens dos museus no passado e convida os visitantes a refletir sobre os diversos papéis dos museus ao longo da história. A exibição das coleções do Museu de Antióquia, em Medellín, é uma exemplo dessa prática. O projeto da galeria Historias para re-pensar tem como foco o século XIX e a primeira metade do século XX e propõe uma revisão crítica da história da arte sacra indagando sobre o papel dos colecionadores e do Museu na construção de paradigmas estéticos. A exposição também inclui obras da atualidade com o objetivo de estabelecer um diálogo entre o passado e o presente.  Além disso, a seção da exposição permanente intitulada Sala de diálogos decoloniais: a persistência do dogma exibe obras e documentos situados em um contexto diverso daquele que foram pensados e produzidos a fim de transmitir como os dogmas coloniais são duradouros e determinaram os valores culturais e as experiências visuais colombiana durante o século XIX. O projeto de repensar o conteúdo e a forma das exposições permanentes do Museu faz parte de uma transformação institucional mais ampla que faz do Museu de Antióquia um grande exemplo de práticas de crítica institucional.
Outro exemplo da abordagem crítica do Museu de Antióquia foi o projeto de residência da artista Nadia Granados que, com a curadoria de Carolina Chacón e um grupo de profissionais do sexo do centro de Medellín, desenvolveu, em 2017, o premiado Nadie sabe quién soy yo. Essa instalação simulava um cabaret, mas contava com verdadeiras profissionais do sexo. A partir daí, as performers financiaram o grupo Las Guerreras del Centro, um coletivo para dar visibilidade à vida e às histórias de profissionais do sexo por meio de apresentações artísticas, rodas de tricô e outras ações comunitárias. Nadie sabe quién soy yo foi o início de uma série de colaborações curatoriais e educacionais entre Las Guerreras del Centro e o Museu de Antióquia. Esses projetos colaborativos estão desestigmatizando e fortalecendo práticas museológicas críticas que geram novos espaços de troca e diálogo social. Esses espaços emergem do museu, criam vínculos além de suas paredes e transformam drasticamente sua relação com o ambiente social.

### Curadoria
Desde 1990, tem havido um aumento no número de workshops, cursos e laboratórios de curadoria, que dialogam com a Nova Museologia e a museologia crítica. Por exemplo, o Bard Center for Curatorial Studies em Nova York foi fundado em 1990 e começou a oferecer um programa de pós-graduação em 1994. Na Alemanha, o Centro de Pesquisa Antropológica sobre Museus e Patrimônio está engajado nas questões sociais, culturais e políticas enfrentadas pelos museus atualmente. No Canadá, dois dos laboratórios de curadoria mais inovadores são o Making Culture Lab da Simon Fraser University, em Vancouver, e o Curating and Public Scholarship Lab da Concordia University, em Montreal. O Programa Africano em Estudos de Patrimônio e Museus, na Cidade do Cabo, inclui um módulo curatorial dentro de seu programa de mestrado, que busca uma aproximação crítica com os estudos de museus e patrimônios.

## Contexto histórico
A palavra "museologia" surgiu primeiro na Alemanha como “Museologie” e depois na França como “muséologie”.  Vale lembrar que seu significado mudou ao lado das transformações dos museus. Apesar de na Europa o termo ter começado a "circular" durante o século XIX, no Brasil a palavra só foi inserida na década de 1930. A expressão "Muséologie" apareceria, no século XX, pela primeira vez na administração de museus, dentro da Alemanha e da França. Logo em seguida, a expressão “muséographie”  começa a ser usada quando querem dizer algo sobre o conhecimento teórico/prático ligado aos museus.
Um nome precursor da Museologia foi Georges Henri Rivière. O francês – por conta de uma demanda de precisão terminológica existente no Conselho Internacional de Museus – ICOM, propõe e definiu a divergência entre Museologia e Museografia. Entre o fim dos anos 1950 e início de 1960, o então diretor do ICOM, propôs que a Museologia fosse entendida como “a ciência que tem como fim o estudo da missão e organização do museu” e a museografia como “o conjunto de técnicas em relação com a Museologia”[²]. Tal separação entre ciência e técnica, ou teoria e prática estaria presente na definição dos dois termos, sendo posteriormente abarcada pelo termo Museologia que em alguns contextos do mundo ganharia teor mais amplo do que o de museografia.

## Área de atuação
O museólogo é o profissional que estuda os processos museológicos, com destaque para museus a partir das interações entre homem, cultura e natureza, dentro dos diferentes sistemas de pensamento. As responsabilidades do mesmo incluem a salvaguarda, a documentação, a difusão de acervos naturais e culturais; o planeamento e a realização de exposições; o desenvolvimento de programas educativos e culturais; defesa do patrimônio; defesa do respeito à vida, à pluralidade biológica e cultural e à igualdade de direitos em todas as sociedades, além do Plano Museológico que somente pode ser criado e assinado pelo profissional.
O museólogo atua em museus, centros culturais, institutos de pesquisa, centros de documentação, galerias de arte, e qualquer instituição ligada à proteção, documentação, conservação, pesquisa e difusão do patrimônio cultural.
A profissão de museólogo, no Brasil, é regulamentada pela Lei Federal nº 7.287, 18 de dezembro de 1984 e tem seus direitos garantidos pelos Conselhos Regionais e o Conselho Federal de Museologia.